# Đại học Waterloo
Trường Đại học Waterloo (tiếng Anh: University of Waterloo, còn gọi là Waterloo, UW, hay UWaterloo) là một trường đại học nghiên cứu hệ công lập có khuôn viên chính đặt tại Waterloo, Ontario. Khuôn viên chính của trường đặt tại khu đất rộng 404 hécta phía Bắc thành phố Waterloo, gần công viên Waterloo. Trường cung cấp các chương trình học thuật dưới sự quản lý của 6 khoa và 10 trường chuyên khoa. Waterloo còn có 4 khuôn viên vệ tinh và liên kết với 4 trường đại học thuộc viện đại học. Waterloo là một thành viên của U15, một nhóm các viện đại học nghiên cứu chuyên sâu tại Canada. Trường Đại học Waterloo nổi tiếng với các chương trình hợp tác đào tạo ("co-op"), cho phép sinh viên áp dụng kiến thức chuyên môn vào môi trường làm việc thực tế. Đây cũng là trường đại học có hệ thống chương trình co-op lớn nhất thế giới, với hơn 17.000 sinh viên tham gia trong hơn 140 chương trình co-op.
Trường được thành lập vào ngày 1 tháng 7 năm 1957 dưới tên Khoa Liên kết Cao đẳng Waterloo, một tổ chức bán tự trị của Cao đẳng Waterloo và là hội viên của trường Đại học Tây Ontario. Tổ chức này sau đó tách khỏi Cao đẳng Waterloo và thành lập theo hình thức trường đại học dưới đạo luật University of Waterloo Act, ban hành bởi Hội đồng Lập pháp Ontario năm 1959. Trường được thành lập với mục đích đào tạo các kỹ sư và chuyên gia phục vụ nền kinh tế Canada hậu chiến tranh. Quy mô trường phát triển mạnh mẽ trong thập niên tiếp theo, với việc thành lập Khoa Nghệ thuật năm 1960 và Trường Nhãn khoa Ontario năm 1967.
Tính đến năm 2016, có tổng cộng 30.600 sinh viên đại học và 5.300 sinh viên sau đại học đang theo học tại trường. Các cựu sinh viên Waterloo đang sinh sống và làm việc tại Canada và hơn 140 quốc gia và vùng lãnh thổ. Trường xếp hạng 152 theo 2018 QS World University Rankings, 201–250 theo 2018 Times Higher Education World University Rankings, 201–300 theo 2017 Academic Ranking of World Universities, và 240 theo U.S. News & World Report University Rankings. Đội thể thao của trường, còn gọi là Waterloo Warriors (tiếng Việt: Những chiến binh Waterloo) tham gia thi đấu tại Hội thao Đại học ở Ontario.